# Muang Sam Sip (huyện)
Muang Sam Sip (tiếng Thái: ม่วงสามสิบ) là một huyện (amphoe) ở vùng tây bắc của tỉnh Ubon Ratchathani, đông bắc Thái Lan.

## Lịch sử
Năm 1909, chính quyền đã sáp nhập các huyện Kasem Sima và Utarupala Nikhom và đặt tên huyện mới là Utara Ubon. 4 năm sau, tên huyện được đổi thành Kasem Sima. Trụ sở huyện đã được dời đến Ban Muang Sam Sip năm 1917, do đó, tên huyện đã được đổi theo tên địa điểm này.

## Địa lý
Các huyện giáp ranh (từ phía đông theo chiều kim đồng hồ) là: Lao Suea Kok, Mueang Ubon Ratchathani, Khueang Nai của tỉnh Ubon Ratchathani, Hua Taphan, Lue Amnat và Phana của tỉnh Amnat Charoen.
Nguồn nước quan trọng ở đây là sông Se Bok và sông Se Bai.

## Hành chính
Huyện này được chia thành 14 phó huyện (tambon), các đơn vị này lại được chia ra thành 158 làng (muban). Muang Sam Sip là một thị trấn (thesaban tambon) nằm trên một phần của tambon Muang Sam Sip. Có 14 Tổ chức hành chính tambon.
| STT. | Tên                 | Tên Thái      | Số làng | Dân số |  |
| ---- | ------------------- | ------------- | ------- | ------ |  |
| 1.   | Muang Sam Sip       | ม่วงสามสิบ      | 12      | 9.318  |  |
| 2.   | Lao Bok             | เหล่าบก        | 12      | 5.752  |  |
| 3.   | Dum Yai             | ดุมใหญ่         | 13      | 5.887  |  |
| 4.   | Nong Chang Yai      | หนองช้างใหญ่    | 8       | 4.730  |  |
| 5.   | Nong Mueang         | หนองเมือง      | 14      | 7.873  |  |
| 6.   | Toei                | เตย           | 12      | 7.676  |  |
| 7.   | Yang Sak Krapho Lum | ยางสักกระโพหลุ่ม | 11      | 6.356  |  |
| 8.   | Nong Khai Nok       | หนองไข่นก      | 8       | 3.419  |  |
| 9.   | Nong Lao            | หนองเหล่า      | 15      | 6.926  |  |
| 10.  | Nong Hang           | หนองฮาง       | 9       | 4.371  |  |
| 11.  | Yang Yo Phap        | ยางโยภาพ      | 13      | 8.045  |  |
| 12.  | Phai Yai            | ไผ่ใหญ่         | 12      | 4.842  |  |
| 13.  | Na Loeng            | นาเลิง         | 9       | 4.024  |  |
| 14.  | Phon Phaeng         | โพนแพง        | 10      | 3.538  |  |